# Marilyn, mon amour
Marilyn, mon amour è un film pornografico francese del 1985 con protagonista Olinka Hardiman, diretto da Michel Lemoine con lo pseudonimo Michel Leblanc. Girato nel 1982, il film venne distribuito nel 1985.

## Trama
Mitzi è una giovane attrice che assomiglia incredibilmente a Marilyn Monroe. Durante le riprese del suo nuovo film, si innamora di Dan, il suo partner sullo schermo. Ma mentre va a trovarlo nel suo camerino, lo sorprende nel bel mezzo di un'orgia. Delusa, fugge dal set cinematografico per rifugiarsi presso Renato, il suo ex marito, proprietario di una magnifica villa sulla riva del lago di Como.

## Premi
- 1985: "Phallus d'or" - Festival du X di Copenaghen